# Ann Vriend
Ann Vriend – kanadyjska piosenkarka i kompozytorka z Edmonton, w stanie Alberta.

## Historia
Treść tej sekcji może nie być zgodna z zasadami neutralnego punktu widzenia.
Dokładniejsze informacje o tym, co należy poprawić, być może znajdują się w dyskusji tej sekcji.
 Po wyeliminowaniu niedoskonałości należy usunąć szablon {{Dopracować}} z tej sekcji.
W roku 2000 Ann Vriend wydała demo, które natychmiast zdobyło słuchaczy stacji radiowych w całej zachodniej i wschodniej Kanadzie oraz zapewniło jej udział w prestiżowym Edmonton Folk Music Festival. Rok później wygrała konkurs piosenek, dzięki czemu wydała swój debiutancki album, Soul Unravelling (2003), który został bardzo dobrze przyjęty przez krytykę i zyskał uznanie słuchaczy. Album obecnie jest wydawany po raz 5.
Drugi album Vriend, Modes of Transport, został wydany dwa lata później. Feelin ‘Fine, pierwszy singel promujący płytę, przez długi czas gościł na antenach lokalnych stacji adult contemporary/jazz.
Trzeci album When We Were Spies został wydany w dniu 11 marca 2008 roku. Produkcją zajął się nominowany do Nagrody Juno Douglas Romanow. Płyta zawierała utwory nieco pełniejsze w formie, korzystające z nowoczesnych brzmień pop. Singiel z When We Were Spies otrzymał pierwsze miejsce w Edmonton, i znalazł się w Top 30 w stacjach radiowych w Toronto i Kolonii (Niemcy). Pierwszy klip do (If We Are Not) Spies, został wydany w połowie 2008 roku.
Styl literacki Ann Vriend ujawnia wpływ kolekcji jej rodziców z lat '70, piosenkarzy takich jak Paul Simon, Leonard Cohen i Cat Stevens, a jej niepowtarzalny wokal jest połączeniem wyraźnych dźwięków z Nashville takich jak Dolly Parton, radości Cyndi Lauper oraz wpływów duszy, widocznych u takich artystów jak Aretha Franklin i Etta James.
Ann Vriend koncertowała w Kanadzie, Australii i Europie, zarówno solo, jak i wspierana przez zespół. Nagrania z 2008 i 2009, wraz z nowymi utworami nagranymi na żywo, zostały wydane pod koniec 2009 roku jako album Closer Encounters.
26 października 2010 miał premierę wideoklip do piosenki A Dollar and a Suitcase
14 listopada 2010 został wydany album Love & Other Messes.
Ann Vriend związana jest również z zespołem The Valiant Thieves.

## Dyskografia
- 2003: Soul Unravelling
- 2005: Modes of Transport
- 2007: The Clandestine EP
- 2008: When We Were Spies
- 2009: Closer Encounters
- 2010: Love & Other Messes